# JobErfolg
JobErfolg ist ein bayerischer Inklusionspreis. Mit ihm wird ein besonderes und beispielgebendes Engagement von Arbeitgebern bei der Inklusion von Menschen mit Behinderungen in das Arbeitsleben gewürdigt. Er wurde ab 2005 bis zuletzt 2019 jährlich, immer um den 3. Dezember, dem Internationalen Tag der Menschen mit Behinderungen, gemeinsam von dem Beauftragten der Bayerischen Staatsregierung für die Belange von Menschen mit Behinderung, dem Bayerischen Landtag und dem Bayerischen Sozialministerium verliehen. Ab 2022 wird auch ein Innovationspreis im zweijährigen Turnus verliehen. Vergleichbare Auszeichnungen sind bspw. der Inklusionspreis des Landes Berlin oder der Hessische Landespreis für die beispielhafte Beschäftigung und Integration schwerbehinderter Menschen.
.

## Preisträger
| Datum            | Vergabeort                   | Inklusionspreis Privatwirtschaft                       | Inklusionspreis Öffentlicher Dienst                                                   | Ehrenpreis                                                          |
| ---------------- | ---------------------------- | ------------------------------------------------------ | ------------------------------------------------------------------------------------- | ------------------------------------------------------------------- |
| 24. Juli 2024    | München                      | Dachser SE Logistikzentrum Allgäu, Memmingen, Schwaben | BRK Kreisverband Kulmbach / Dr.-Julius-Flierl-Seniorenheim, Marktleugast, Oberfranken | Günter Köhler Maler- und Restaurationsbetrieb, Bamberg, Oberfranken |
| 13. Juli 2022    | Nürnberg                     | BMW Group, Standort Dingolfing, Niederbayern           | Bayerisches Landesamt für Steuern                                                     | IHK Nürnberg für Mittelfranken                                      |
| 3. Dezember 2019 | Lappersdorf                  | Robert Bosch GmbH, Nürnberg, Mittelfranken             | Bayerisches Landeskriminalamt, München, Oberbayern                                    | Martin GaLa-Bau, Prebitz, Oberfranken                               |
| 3. Dezember 2018 | Dachau                       | SKF GmbH, Schweinfurt, Unterfranken                    | AOK – Die Gesundheitskasse, Direktion München, Oberbayern                             | Anton Steininger GmbH, Neunburg vorm Wald, Oberpfalz                |
| 2. Dezember 2017 | Bayreuth                     | MAN Truck & Bus AG, Dachau, Oberbayern                 | Stadtverwaltung Coburg, Oberfranken                                                   | Kindertagesstätte Villa Regenbogen, Adelsdorf, Mittelfranken        |
| 2. Dezember 2016 | Nürnberg                     | ZF Friedrichshafen am Standort Passau, Niederbayern    | Polizeipräsidium Oberfranken                                                          | cobicos, Landshut, Niederbayern                                     |
| 3. Dezember 2015 | Augsburg                     | FRANKENRASTER, Buchdorf, Schwaben                      | Landeshauptstadt München, Oberbayern                                                  | Schreinerei Schießl, Furth im Wald, Oberpfalz                       |
| 3. Dezember 2014 | Bayerischer Landtag, München | Fotoservice CEWE, Germering, Oberbayern                | Bereitschaftspolizei, Dachau, Oberbayern                                              | Jugendhaus Burg Feuerstein, Oberfranken                             |
| 3. Dezember 2013 | Straubing                    | Kern Bau GmbH, Schönberg, Niederbayern                 | Markt Hirschaid, Kreis Bamberg, Oberfranken                                           | Salon Heidi Bender, Schnaittach, Mittelfranken                      |
| 4. Dezember 2012 | Würzburg                     | Bosch-Siemens Hausgeräte GmbH, Traunreut, Oberbayern   | Universitätsklinikum Würzburg, Unterfranken                                           | Digitaldruck Leibi.de, Neu-Ulm, Schwaben                            |
| 3. Dezember 2011 | Amberg                       | WACKER Chemie AG, Werk Burghausen, Oberbayern          | Finanzamt München, Oberbayern                                                         | RO/SE, Bad Birnbach, Kreis Rottal-Inn, Niederbayern                 |
| 3. Dezember 2010 | Bayerischer Landtag, München | Flughafen München GmbH, Erding, Oberbayern             | Stadt Aschaffenburg, Unterfranken                                                     | Bäckerei Loskarn, Bamberg, Oberfranken                              |
| 3. Dezember 2009 | Memmingen                    | Fendt Caravan, Mertingen, Schwaben                     | Stadt Weiden i.d.Opf., Oberpfalz                                                      | Spielplatzgeräte Maier, Traunreut, Oberbayern                       |
| 3. Dezember 2008 | Ingolstadt                   | Unternehmensgruppe Gruber, Rötz-Bernried, Oberpfalz    | Zoologische Staatssammlung München                                                    | Fairmetall GmbH, Griesstätt, Oberbayern                             |
| 3. Dezember 2007 | Bamberg                      | Audi AG, Ingolstadt, Oberbayern                        | Landratsamt Cham, Oberpfalz                                                           | Putz- und Malerbetrieb Schlembach, Bad Kissingen, Unterfranken      |
| 3. Dezember 2006 | Rosenheim                    | Pauli Heizungsbau & Sanitär, Freyung, Niederbayern     | Landesamt für Vermessung und Geoinformation, München, Oberbayern                      | Konditorei & Bäckerei Weber, Ammerthal, Oberpfalz                   |
| 3. Dezember 2005 | Nürnberg                     | Baur Versand, Burgkunstadt, Oberfranken                | Polizeiinspektion, Höchstadt a.d.Aisch, Mittelfranken                                 | -                                                                   |